# 新宿ゴールデン街劇場
新宿ゴールデン街劇場（しんじゅく ゴールデンがい げきじょう）は、東京都新宿区歌舞伎町の新宿ゴールデン街にある劇場。

## 概要
編集プロダクションを経営していたオーナーが長年慣れ親しんだ新宿ゴールデン街に私財を投じて駐車場だった土地に4階建てのビルを新築、その中に演劇人やミュージシャンの巣立ちの場を作ろうと設立した劇場。舞台は地下1階にある。
2005年3月11日にこけら落としが行われ、運営はNPO法人 文化振興 SGT（Shinjuku Golden street Theater）、1フロアで客席は約50席。演劇のみではなく、音楽・お笑いライブなども行われていた。
過去には「夢と時間はあるけどお金がない」演劇人の為に歌舞伎町の清掃活動をすると劇場使用料が無料になる企画や、学生の発表の場を支援するために映画・マジック・落語などの劇場使用料を免除したり、各種チャリティー公演も行っていて福祉団体などに売上金を寄付していた。
2018年からはお笑いコンビ「八福亭」のメンバーだった秀吉が支配人を務めていた。

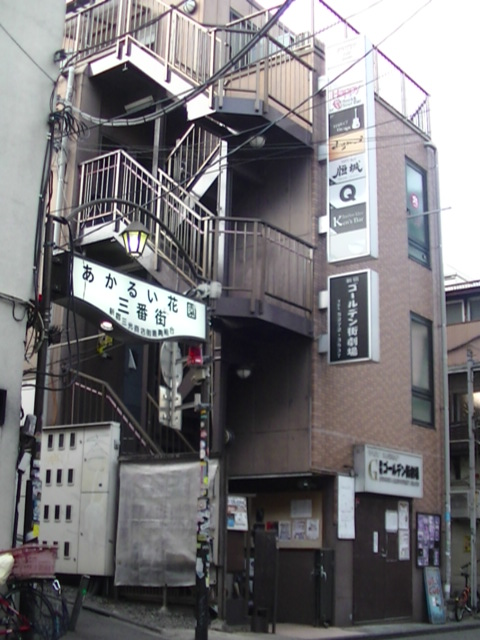
新宿ゴールデン街劇場が入居するビル
(2020年。花園交番通りの公道上より撮影)

2020年8月末日を以って閉館、15年の歴史に幕を閉じた。

## アクセス
- JR新宿駅 東口より徒歩6分
- 西武新宿駅 より徒歩7分
- 地下鉄都営新宿線・丸ノ内線・副都心線 新宿三丁目駅 B-3出口より徒歩5分、E-1出口より徒歩１分
- 専用駐車場なし